# Perouládes
Perouládes (Peroulades) är en ort i Grekland.   Den ligger i prefekturen Nomós Kerkýras och regionen Joniska öarna, i den västra delen av landet, 400 km nordväst om huvudstaden Aten. Perouládes ligger 44 meter över havet och antalet invånare är 673. Den ligger på ön Korfu.
Terrängen runt Perouládes är platt åt sydväst, men åt sydost är den kuperad. Havet är nära Perouládes åt nordväst. Runt Perouládes är det ganska tätbefolkat, med 96 invånare per kvadratkilometer. Närmaste större samhälle är Agios Georgis, 7,3 km söder om Perouládes. 